# Église Saint-Joseph-de-Buzenval de Rueil-Malmaison
L’église Saint-Joseph-de-Buzenval est une église située 3 passage St Antoine, à Rueil-Malmaison (Hauts-de-Seine).

## Description
C'est un bâtiment de briques et béton, couvert d'un toit à longs pans. Le clocher, en bois, flanque un chevet plat.
En 2011 est installé un ambon, œuvre des Ateliers d’Arimathie.

## Historique
Cette église a été construite en 1924 avec des briques offertes par le propriétaire de la briqueterie voisine de Garches. Elle est inaugurée la même année. Le clocher a été ajouté vers 1935. Elle fut la paroisse de Vincent Serralda, futur vicaire de l'Église Saint-Nicolas-du-Chardonnet et proche de la Fraternité sacerdotale Saint-Pie-X. Didier Berthet, futur évêque de Saint-Dié, en a été le curé à la fin des années 1990.

## Pour approfondir